# 前640年代
| 千纪： | 前1千纪 |
| 世纪： | 前8世纪 \| 前7世纪 \| 前6世纪                                                                              |
| 年代： | 前670年代 \| 前660年代 \| 前650年代 \| 前640年代 \| 前630年代 \| 前620年代 \| 前610年代                    |
| 年份： | 前649年 \| 前648年 \| 前647年 \| 前646年 \| 前645年 \| 前644年 \| 前643年 \| 前642年 \| 前641年 \| 前640年 |

前640年代從前649年1月1日開始，於前640年12月31日結束。

## 大事记
- 前649年，周襄王弟甘昭公，密召揚拒戎、泉皋戎、伊洛戎，進攻首都洛陽，焚東門，秦國、晉國從中調解。
- 前648年，楚滅黃國。周襄王攻甘昭公，甘昭公奔齊國。陳宣公卒，子陳穆公嗣位。
- 前647年，齊、宋、陳、衛、鄭、許、曹、魯，於鹹邑會盟，计划抵御淮夷侵攻杞國，拱衛周王。諸國組成聯軍進駐周首都洛陽，防御諸戎部落再侵。
- 前646年，蔡穆侯卒，子蔡莊侯嗣位。諸國在緣陵築城，杞國遷都於此。
- 前645年，秦攻晉韓原之战，擄晉惠公，晉惠公殺其大夫慶鄭。
- 前644年，晉惠公遣宦官履鞮赴白翟刺杀其兄重耳，重耳奔齊。
- 前643年，齊攻英國，魯攻滅項國，齊桓公囚魯僖公。魯僖公妻聲姜，是齊桓公的女儿，赴卞邑為請，于是釋歸魯僖公，但是項國終不能復國。晉太子圉在秦国为人質，秦穆公以女儿懷嬴嫁给他。齊大夫易牙、豎刁、衛开方作亂，囚國君齊桓公於一室，齊桓公餓死 易牙、豎刁立齊桓公子無虧為君。太子昭奔宋。公子元、公子雍、公子潘、公子商人，爭立相攻。齊桓公橫屍在床，蛆出於戶。
- 前642年，宋襄公會曹國、衛國，聯軍攻齊，击敗四公子軍。齊人殺國君無虧，聯軍遂立太子昭嗣位，是為齊孝公。晉公子重耳離齊，過曹，曹共公不禮遇。過鄭，鄭文公也不禮遇。再赴楚，楚成王待為上賓。
- 前641年，宋襄公與曹、邾二小國於曹南會盟，因为滕宣公嬰齊遲到，把他囚禁。殺鄫國君主鄫子祭天。秦灭梁國。
- 前640年，秦滅芮國。

## 逝世
- 前645年，管仲
- 前645年，隰朋